# Уестленд (национален парк)
Национален парк Уестленд Таи Путини (или само Уестленд) е новозеландски национален парк, разположен в западната част на южния остров, в непосредствена близост до Маунт Кук. Паркът е създаден през 1960 с цел опазване на геоложките и биологични особености на региона - ледници (Франц Йосиф и Фокс), горещи минерални извори, почти недокоснати гори и останки от стари миньорски градове по западния бряг. Уестленд е с площ от над 1,100 квадратни километра и е известен с величествените гледки на върховете на Южните Алпи. Ловуването е разрешено, като има възможност за наемане на хеликоптер. Сред най-често срещаните видове са благородни елени и диви кози.
През 2010 към територията на Уестленд са добавени над 4,400 хектара, повечето източно от лагуната Окарито.